# Ture Jörgenson

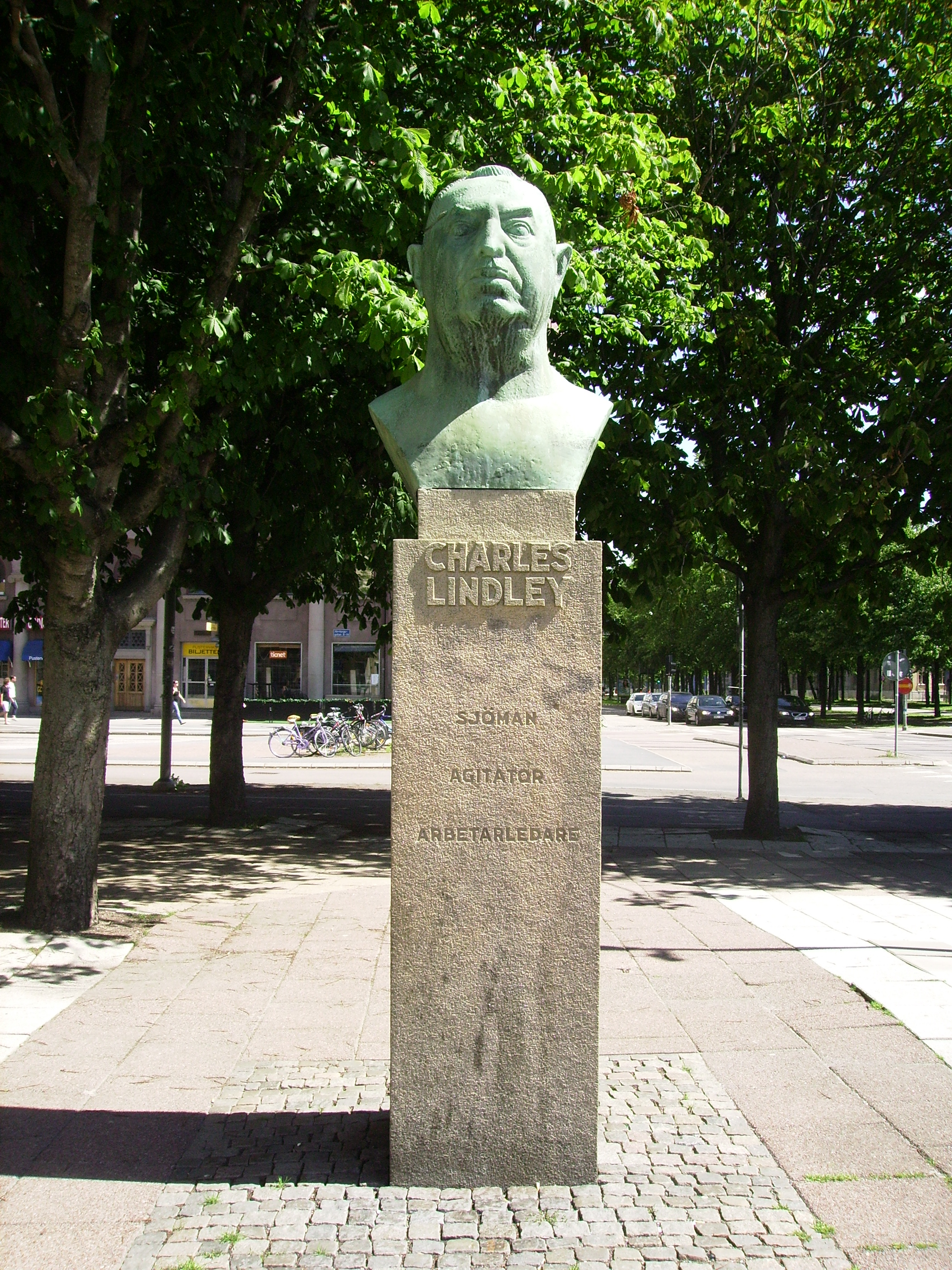
Byst över Charles Lindley i Göteborg

Ture Noak Jörgenson, född 13 maj 1907 i Långaryd i Halland, död 6 oktober 1962 i Stockholm, var en svensk grafiker och skulptör.
Ture Jörgenson var först sjöman och utbildade sig därefter på Kungliga Konstakademien i Stockholm för Bror Hjorth. Som grafiker avbildade han främst sjölivet. Hans etsningar och torrnålsgravyrer är mörka och dramatiska. Han var en av de första grafiker som tidigt arbetade med väldigt stora plåtar.
Han gifte sig 1952 med Gurli Öjenmark (1923-1997).

## Offentliga verk i urval
- Byst över Charles Lindley, brons, 1952, Järntorget i Göteborg